# Chùa Lawkananda

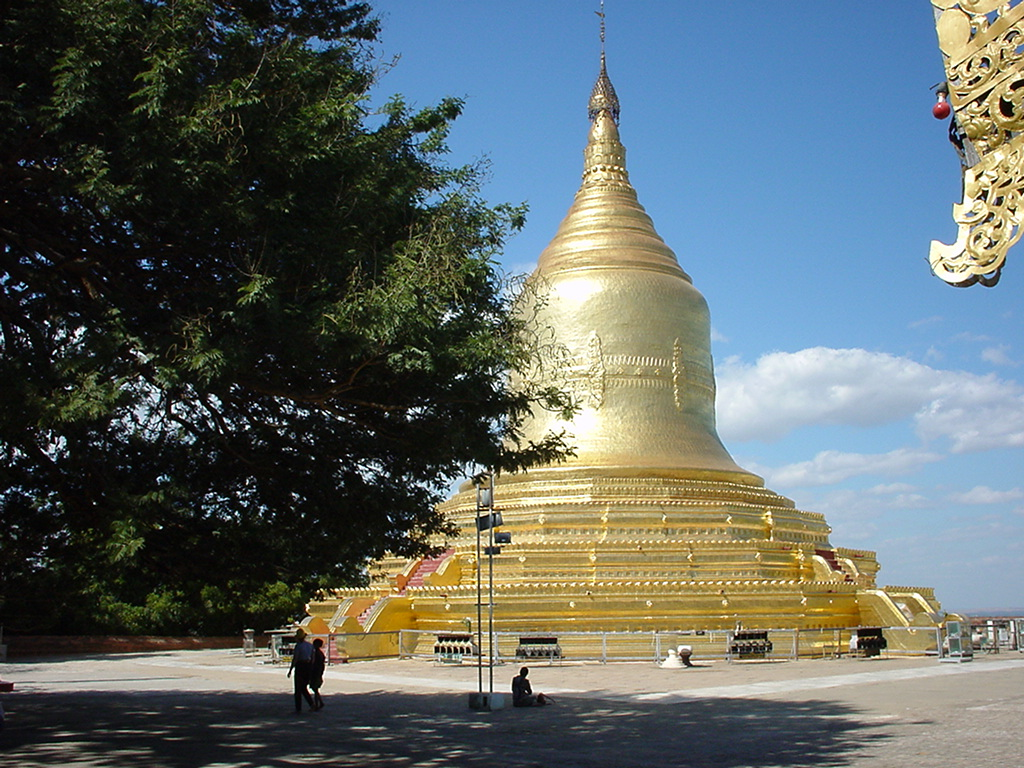
Chùa Lawkananda

Chùa Lawkananda (cũng đọc là Lokananda, có nghĩa "sự hân hoan của thế giới") là một zedi Phật giáo ở Bagan, Myanma. Chùa được xây dưới thời vua Anawrahta, vị vua sáng lập triều Pagan. Trong chùa có chứa đựng một bản sao xá lị răng Phật. Ngày 24 tháng 5 năm 2003, một cái ô được trang trí bằng đồ châu báu (hti) đã được kéo lên trên nóc chùa.